# Egy bogár élete
Az Egy bogár élete (eredeti cím: A Bug's Life) 1998-ban bemutatott egész estés amerikai 3D-s számítógépes animációs film, amely a 2. Pixar-film. Az animációs játékfilm rendezői John Lasseter és Andrew Stanton, producerei Darla K. Anderson és Kevin Reher. A forgatókönyvet Donald McEnery, Bob Shaw és Andrew Stanton írta, a zenéjét Randy Newman szerezte. A mozifilm a Pixar Animation Studios gyártásában készült, és a Walt Disney Pictures forgalmazásában jelent meg. Műfaját tekintve kalandos filmvígjáték.
Amerikában 1998. november 20-án, Magyarországon 1999. február 4-én mutatták be a mozikban. Főhőse egy különc hangya, aki felbérel egy csapat (hite szerint) bogárharcost (akik valójában cirkuszosok), hogy szembeszálljanak a hangyákat rettegésben tartó sáskákkal.
A történet variáció Ezópusz A hangya és a szöcske című meséjére, emellett hasonlatos A három amígó című amerikai vígjátékhoz, ami néhány munkáját vesztett színészről szól, akik egy falut védelmeznek azzal a tudattal, hogy fellépnek; illetve Kuroszava Akira alkotásához, A hét szamurájhoz (egyúttal hollywoodi remake-jéhez, A hét mesterlövészhez), amiben egy japán falucska lakói felbérelnek egy karddal felfegyverzett csapatot a banditák ellen.
A filmet jól fogadta a kritika, zenéjét Oscar- és Golden Globe-díjra jelölték, s a jegypénztáraknál világszerte több mint 350 millió dolláros bevételt ért el.

## Cselekmény
|  | Alább a cselekmény részletei következnek! |

Minden évben a hangyák kolóniájának be kell gyűjtenie a termést a rettegett sáskák számára. Az egyik hangya, Fürge, feltaláló, aki szerkezeteivel több galibát okoz, mint amennyit segít. Legújabb gépezete, amely az aratást könnyíti meg, elszabadul, s ennek eredményeképp a sáskáknak nagy erőfeszítés árán összehordott maghalom a vízben köt ki, épp mielőtt a fenyegető rovarok megérkeznek. Vezetőjük, Szökken a nyár végéig ad haladékot a hangyáknak az újbóli felhalmozásra, azonban megkettőzi az adagot, miután Fürge előlép a hangyakirálynő legkisebb lánya, Pötty védelmében. Ügyetlensége miatt Fürge a kolónia királyi tanácsa elé kerül. Mikor azt javasolja, hívjanak harcos bogarakat segítségül, Atta hercegnő, a trón örököse engedélyezi az utat Fürgének, ám pusztán azzal a szándékkal, hogy eltüntesse az útból, míg az újabb begyűjtés tart.
A rovarok városához érve, amely egy lakókocsi alatti szeméthalom, Fürge belebotlik egy csapat állását vesztett cirkuszi bogárba, akiknek legutóbbi előadásuk káoszba fulladt, s egy kis közjáték okán harcosnak véli őket. A művészlelkületű társaság ugyanakkor tehetségkutató ügynöknek gondolja Fürgét, aki a számukat szeretné bemutatni szigetén. A tanács nagy meglepettségére, Fürge rövidesen visszatér a kolóniába, ahol hősökként fogadják és ünneplik a jövevényeket; egyedül Attának vannak kétségei a szedett-vedett társasággal kapcsolatban, s kis híján fültanúja is lesz annak, mikor Fürge és a cirkuszosok rájönnek tévedésükre. Már éppen lelépnének a vendégek, mikor Pötty bajba kerül. Együttes erővel Fürge és a csapat megmenti a csöpp hangyát az éhes madártól, ami megszilárdítja mindenki hitét, így Attáét is, aki másképp kezd tekinteni Fürgére.
A sáskák búvóhelyén Szökken fivére, Korpa azt javasolja bátyjának, hogy ne menjenek vissza a hangyák szigetére, hiszen bőségesen elég élelmük van az esős évszakra idejére. Szökken emlékezteti őt és a többieket is, hogy ha nem tartják félelemben a hangyákat, eszükbe juthat számbeli fölényüket ellenük fordítani, s végleg elűzni őket. Elindulnak hát behajtani a termést. Mivel korábban tudomására jutott, hogy a szöcskét egyszer kis híján felfalta egy madár, Fürge azt a tervet eszeli ki, hogy egy álmadárral kergessék el terrorizálóikat. Javaslatát a cirkuszi bogarakon keresztül tárja a tanács elé, hogy azok úgy véljék, a „harcosok” ötletét valósítják meg. A hangyák így a begyűjtési munka helyett a madár megépítésébe fektetik energiájukat, ám épp miután elhelyezik azt a fa odvába, feltűnik a cirkuszi porondmester előadóit keresve. Kiderül az igazság; Atta száműzi Fürgét, s a hangyák kétségbeesetten igyekeznek annyi magot gyűjteni, amennyit csak tudnak. Képtelenek az elvárt mennyiséget felhalmozni, s mikor Szökken megérkezik és meglátja a "kicsiny" és "szerény" adagnyi élelmet, átveszi az uralmat a boly felett, a sziget minden élelmét magához rendelve.
Pötty fültanúja lesz a sáskák tervének, miszerint dolguk végeztével megölik a királynőt, így rejtekhelyéről Fürge és a cirkuszosok nyomába ered. Meggyőzi őket, hogy visszatérjenek és üzembe helyezzék a madarat az eredeti elképzelés szerint. Az álcázott szárnyas halálra rémíti a sáskahadat, s már épp megkezdenék a visszavonulást, mikor a mit sem sejtő porondmester lángra gyújtja a madarat. A feldühödött Szökken ráuszítja kerge csatlósát Fürgére, akit a sáska rendesen helyben hagy, de nem annyira, hogy ne tudjon feltápászkodni és szavaival felnyitni népe szemét: a sáskák nem többek, mint élősködők, akiknek szükségük van a hangyákra. Az erőfölényükről meggyőződő hangyák együttes erővel rohanják le a betolakodókat, s mindőjüket elkergetik – kivéve Szökkent, akit foglyul ejtenek. Vihar csap le a szigetre, s kitör a pánik a hangyák között. Szökken kihasználja az alkalmat és Fürgét felkapva a magasba száll, hogy végezzen vele egyszer s mindenkorra. Atta alattvalója segítségére siet, s ketten együtt az igazi madár fészkéhez csalják Szökkent. Szökken sarokba szorítja Fürgét, ám az utolsó pillanatban felbukkan a madár, elragadja a sáskát és megeteti fiókáival.
A tavasz beköszöntével a Korpával kibővült cirkuszosok elbúcsúznak a hangyáktól. Atta lesz az új királynő, s párjául Fürgét választja, akinek aratógépét a kolónia hasznosítja az újabb begyűjtéshez.
|  | Itt a vége a cselekmény részletezésének! |

## Szereplők
| Hangya | Eredeti hang        | Magyar hang        | Leírás |
| --- | ------------------- | ------------------ | --- |
| Fürge (Flik) | Dave Foley          | Hevér Gábor        | A társaitól elütő hangya különböző találmányaival igyekszik jobbá tenni a kolóniája életét, azonban hiába a jó szándék, legtöbbször inkább ártanak, mint használnak ötletei. Akad ugyan, aki jó barátot lát benne, de sokan a bolyból legszívesebben megszabadulnának tőle. Egyszer azonban eljön a nap, mikor az ő bátorsága és leleményessége lesz a hangyák megmentője. Foleyt eredetileg Botond szerepére hallgatták meg. |
| Atta (Princess Atta) | Julia Louis-Dreyfus | Kisfalvi Krisztina | A hangyakirálynő idősebb lánya és a trón várományosa. Aggodalommal tölti el a hatalmas felelősség, amivel hamarosan szembe kell néznie, s nagyon izgul amiatt, mit gondolnak róla alattvalói. Fürgét kezdetben koloncnak véli, ám hamarosan megenyhül iránta, mi több, megkedveli. |
| Pötty (Dot) | Hayden Panettiere   | Szabó Luca         | A kolónia fiatalabb, egészen apró hercegnője, Atta húga. Felnéz Fürgére, talán az egyetlenként, ám az érvényesülését és repülését is hátráltató kis termetével nehezen békél meg. Fürge biztosítja róla, hogy egyszer eljön majd az ő ideje is, s Pöttynek is alkalma nyílik viszonozni a biztatást. Pötty szerepére Ashley Tisdale is jelentkezett.                                                                          |
| Királynő (Queen) | Phyllis Diller      | Tábori Nóra        | A hangyák idős királynője. Koronáját rövidesen rangidős lányának, Attának szánja, akit nem győz nyugalomra inteni, míg másik lányát, Pöttyöt a türelemről kénytelen leckében részesíteni. Fürge megítélésében lányánál kevésbé szigorú, inkább a jólelkű fiatalembert látja benne. Háziállata egy levéltetű, Spenót, s látszólag közeli kapcsolatban áll az egyik idős hangyával, Kornéliusszal.                              |
| Tüske (Thorny) | Alex Rocco          | Hollósi Frigyes    | A hangyakolónia precíz művezetője, aki a termény felhalmozásának lebonyolításáért felel, egyúttal a hangyatanács tagja. |
| Kornéliusz (Cornelius) | David Ossman        | Versényi László    | A tanács tagja, akinek szokása visszhangként elismételni, ami épp elhangzott. A vén hangya minden alkalmat megragad, hogy a királynő kedvére tegyen, s ez az uralkodónak sincs ellenére. |
| Rögrágó (Soil) | Roddy McDowall      | Konrád Antal       | A hangyatanács tagja, aki a magok begyűjtésénél jelentkező problémák elhárításához is ért. Ez a film volt Roddy McDowall utolsó szerepe; másfél hónappal a premiert megelőzően hunyt el. |
| Flóra (Flora) | Edie McClurg        | Illyés Mari        | A hangyatanács tagjaként Flóra az orvosi ellátásért is felel a kolóniában. |
| Sáska | Eredeti hang        | Magyar hang        | Leírás |
| Szökken (Hopper) | Kevin Spacey        | Dörner György      | A sáskák rettegett vezére, akinek jobb szemén találkozása egy rovarevő madárral látható nyomot hagyott. Tisztában van vele, hogy a hangyák együttesen veszélyt jelentenek rá és társaira, így mindennél fontosabb számára, hogy fenntartsa uralkodói tekintélyét mindkét faj előtt. Nehezen viseli el öccsét, Korpát, akivel csak azért nem végez, mert ígéretet tett anyjuknak halálos ágyán.                                |
| Korpa (Molt) | Richard Kind        | Gesztesi Károly    | Szökken kissé ütődött, de egyébként jámbor öccse, aki gyakran megy bátyja idegeire butaságaival. A többi sáska rajta keresztül próbál hatni Szökkenre – hiábavalóan. Mikor Szökken uralmának vége, Korpa a cirkuszban talál helyet magának. |
| Hártya (Axel) | Jan Rabson          | N/A                | Tréfás kedvű sáska. Ő és még néhány társa próbálják meggyőzni Szökkent, hogy hiábavalóság visszatérni a hangyák szigetére, hiszen bőven elég élelmük van. Próbálkozásaik vezetőjük meggyőzésére általában sikertelenül végződnek. |
| Morcos (Thumper) | David Lander        | Saját hangján      | Vad és erőszakos sáska, aki társaival ellentétben nem beszél, csak üvöltő hangokat ad ki magából. Ő Szökken verőembere, akit legtöbbször a hangyák megfélemlítésére használ. Pötty kezdetben nagyon fél tőle, ám idővel sikerül felülkerekednie, és szembenéznie az iránta érzett rémületen. A stáblista alatt futó jelenetekben Morcos néhány mondat erejéig megszólal, erős délnyugati akcentussal.                         |
| Cirkuszi rovar | Eredeti hang        | Magyar hang        | Leírás |
| Botond (Slim) | David Hyde Pierce   | Rosta Sándor       | A botsáska. A cirkuszban az egyik bohóc szerepét tölti be. Gyakran használják kellékként is: kardot, rudat, seprűt, szálkát „személyesít” meg, amivel rendkívül elégedetlen. Lévén nem tud repülni, utazáskor Fickó szállítja, akihez szorosabb barátság fűzi. |
| Herrmann (Heimlich) | Joe Ranft           | Szűcs Sándor       | A hernyó. A feszült állapotában német szavakat használó zöld hernyó szintén bohócként működik közre a cirkuszban. Torkos és léha, ám arról álmodik, hogy egyszer pillangó lesz belőle. Utazáskor Butus, az orrszarvúbogár segít neki. |
| Fickó (Francis) | Denis Leary         | Besenczi Árpád     | A katicabogár. A vizet könnyen felkapó katica bohóc szerepében látható az előadásokon. Állandó frusztráltságot okoz neki, hogy folyton-folyvást női egyednek hiszik. Mivel fontos szerepet játszik Pötty mentőakciójában, a hangyagyerekek kedvencévé válik, s az egyik cserkész-csapat tiszteletbeli „hadnagynőjévé” avatja. Hosszú utakon Fickó szállítja a Botondot.                                                       |
| Manó (Manny) | Jonathan Harris     | Izsóf Vilmos       | Az imádkozó sáska. Az angol akcentussal beszélő rovar bűvészként lép fel a cirkuszban; fő számában fontos szerepet játszik egy kínai kajás elviteles doboz. A melodramatikus és méltóságteljes imádkozósáska Mólya férje. |
| Mólya (Gypsy) | Madeline Kahn       | Vándor Éva         | A gyapjaslepke. A szárnyán gyönyörű, akár pillanatnyi elterelésre is alkalmas mintázattal büszkélkedő rovar Manó felesége, egyúttal segédje a bűvészszám előadásakor. |
| Rózi (Rosie) | Bonnie Hunt         | Zsolnai Júlia      | A fekete özvegy. A cirkuszban hálószövési fortélyait hasznosító pók anyai szerepet tölt be Butus életében, akit a szám keretében egyúttal idomít is, akár egy oroszlánt. Tizenkét férjet tud a háta mögött. |
| Butus (Dim) | Brad Garrett        | Vass Gábor         | A orrszarvúbogár. A gyermeki lelkületű, jószívű és nagy termetű bogár a cirkuszban a fenevad szerepét játssza. Bubi, Ász, Herrmann és Rózi szállításáért is ő felel; utóbbi gondoskodik róla. |
| Bubi és Ász (Tuck and Roll) | Michael McShane     | Kautzky Armand     | Az ászkarákok. Az akrobata ikerpár magyar származású, ám táncuk az orosz folkot idézi, beszédük pedig teljességgel fiktív hadarás. Gyakran veszekednek, de ettől függetlenül a legjobb barátok. A cirkuszban ágyútöltelékként is szolgálnak. |
| P.T. Bolha (ejtsd: piti bolha) (P.T. Flea) | John Ratzenberger   | Tardy Balázs       | A bolha. A cirkuszi porondmestert egyedül a haszonszerzés hajtja. Hanyatló előadásait a „Tüzes Halál” elnevezésű attrakcióval igyekszik feldobni, ami egy ízben kis híján a saját életébe kerül. |
| További magyar hangok: Bogdányi Titanilla, Büti Márk, Csík Csaba Krisztián, F. Nagy Zoltán, Garai Róbert, Honti Molnár Gábor, Katona Zoltán, Kern Mónika, Kováts Dániel, Lamboni Anna, Lugosi Dániel, Némedi Mari, Stukovszky Tamás, Szalay Csongor, Szvetlov Balázs, Varga Tamás, Végh Ferenc, Vizy György, Welker Gábor, Wohlmuth István |                     |                    | |

- A két moszkitónak a rendezők, John Lasseter és Andrew Stanton kölcsönzik eredeti hangjukat.[4]

## Betétdalok
| Magyar            | Magyar      | Angol                 | Angol        |
| Dal               | Előadó      | Dal                   | Előadó       |
| ----------------- | ----------- | --------------------- | ------------ |
| Neked áll a világ | Berki Tamás | The Time of Your Life | Randy Newman |

## Háttérmunka
A film ötlete egy Andrew Stanton és Joe Ranft között zajlott beszélgetésből ered, aminek témája Ezópusz meséje, A hangya és a szöcske volt. Ebben a történetben a szöcskének könyörögnie kell egy hangyacsaládhoz élelemért; a csavart az jelentette a Pixar két alkotója elképzelésében, hogy a szöcske nem könyörög, hanem követel. A produkció első verzióiban a főhőst Vörösnek hívták és P.T. Bolha cirkuszában dolgozott toronyugróként.
Az előkészületi fázisban az animátorok a bogarak helyváltoztató mozgását tanulmányozták, s ezek alapján kísérleteztek a szereplőkkel. Hogy megtudják, hogy látják ezen apró élőlények a világot, az alkotók úgynevezett bogár-kamerát készítettek, s ezzel csináltak felvételeket róluk. A technikai szakemberek 430 tömegjelenetet alkottak meg, melyekben 800 hangya parancssorait kellett megírni. A csapat innovatív különleges effektusokkal jelenítette meg a természeti jelenségeket, úgymint a köd, az eső és a tűz, s a fűszálak és más háttérelemek mozgásának természetessé tételéhez is új programot fejlesztettek ki. A művészeti osztály szakemberei számára folyamatosan biztosítottak préselt faleveleket, amelyek kiindulási pontként szolgáltak a tavaszi, nyári és őszi változataik filmbeli megjelenítéséhez. Kihívást jelentett, hogy a nem túl bizalomgerjesztő külsejű állatokból szerethető figurákat kreáljanak a vásznon. Több mint 27 ezer sztoribord készült, amiből számos animálatlanul maradt, köztük egy olyan jelenet, melyben P.T. Bolha kirúgja a társaságot a balul elsült előadást követően.
Az Egy bogár élete az első számítógép-animációs film, amit 2,35:1-es képaránnyal mutattak be.

## Bemutató

### Egy bogár életevs.Z, a hangya
1994 augusztusában Jeffrey Katzenberg, a Disney CEO-ja Michael Eisner elnökkel való nézeteltérései miatt lemondani kényszerült, s még abban az évben társalapítója lett a DreamWorks-nek. Októberben került hozzá a Z, a hangya című film ötlete, amit Tim Johnson, az egyik későbbi rendező, még 1991-ben fogalmazott meg. 1996-ban már teljes erővel folytak a film munkálatai. A Disney 1988 óta tervezett egy hangyákról szóló filmet. John Lasseter, a Pixar főnöke két nappal Katzenberg távozása után állt elő az Egy bogár életével a stúdiófőnököknek, akik zöld utat adtak a produkciónak. A Z, a hangya azonban a későbbi kezdés ellenére hamarabb elkészült. Katzenberg, aki állítása szerint nem tudott korábban a Disney filmjéről, 1999 márciusáról 1998 októberére hozta előre a Z, a hangya premierjét, miután a Disney az Egy bogár életét novemberre időzítette – a DreamWorks ambiciózus rajzfilmje, az Egyiptom hercege közelébe. Az Egyiptom hercege végül decemberre került, az Egy bogár élete pedig szűk két hónappal követte a Z, a hangyát.
A Z, a hangya bemutatójának napján a Pixar gazdasági igazgatója, Lawrence Levy bizalmát fejezte ki azzal kapcsolatban, hogy a filmnek nem lesz lényegi hatása az Egy bogár életére. A Bloomberg Newsnak adott interjújában Levy a DreamWorks filmjét „felnőtteket megcélzó Woody Allen szociális szatírának” nevezte, míg ezzel szemben a saját filmjük meghatározása szerint „családi kalandmozi.” Az elemzők már nem szóltak ekkora bizonyossággal: „Bizonyított, hogy elsőnek érkezni előnyös” – mondta Robert Bucksbaum a Reel Source Inc.-től a Bloombergnek. A USA Todayben megjelent Egy bogár élete-kritika szerzője úgy vélekedett, hogy „Két, hangyákról szóló animációs látványosságnak sokkal több a művészi létjogosultsága, mint egyszerre több vulkános vagy aszteroidás filmnek” – utalt Mike Clark 1997 két hasonló témájú filmjére, a Dante poklára és a Tűzhányóra, illetve az 1998-as Deep Impactre és Armageddonra.

### Marketing
A Disney a bemutatóhoz az addigi legösszetettebb weboldalát hozta létre az Egy bogár élete számára. A lapon több játék szórakoztatta a látogatót, melyeket bogárnézetből élvezhettek Shockwave plugin segítségével. A televíziós reklámszpotokban először bukkantak fel a stúdió animációs filmjeinek történetében a szereplők hangjait szolgáltató színészek. „Még sosem csináltunk ilyet” – vallotta be Joe Roth, a Disney igazgatója a Los Angeles Times-nak 1998. november 18-án, a premiert megelőző kedden. „Steve Jobs, a Pixar elnökének ötlete volt, hogy így különböztessük meg más animációs filmektől” – folytatja. A reklámokban David Hyde Pierce (Botond), Dave Foley (Fürge) és Richard Kind (Korpa) volt látható a mikrofon mögött.
A film előtt a mozik a Geri sakkozik című Oscar-díjas animációs rövidfilmet is vetítették.

### Kritikai fogadtatás
Az filmet kedvezően fogadta a kritika. A Rotten Tomatoes által összegyűjtött 91 vélemény 92%-a szól pozitív hangvételben a filmről; az összegzés szerint az „Egy bogár élete eszes és élvezetes film nagyszerű animációval.” A weboldal kiemelt, prominens amerikai médiumoknak dolgozó újságírói között 95%-ban aratott sikert. A normalizált átlaggal dolgozó Metacriticen a film 77 pontot jegyez, ami „általában kedvező kritikákat” jelent.
Több neves lapot is teljes mértékben megnyert magának a film. A Newsweek „Az év legszédületesebb, legötletesebb családi filmjének” nevezte, s Peter Stack is elragadtatottan írt róla a San Francisco Chronicle-ben: „A nagyszerű filmek egyike – a történetmesélés és jellemfejlődés diadala, és egy teljesen új dimenzió a számítógépes animációban. A Pixar Animation Studios elképesztően magas szintre emelte a műfajt.” Nem kevésbé lelkes a Variety véleménye: „Lasseter és a Pixar új technikai és esztétikai távlatokat nyitottak meg az animáció terén a Toy Storyval, s most ezt is felülmúlják mind látószögben, mind mozgáskomplexitásban” – írja Todd McCarthy. A megjelenített világot és a hozzá használt technológiát dicsérte Roger Ebert is, a Chicago Sun-Times újságírója: „Élveztem, ahogy az animációt használva elém tártak egy világot, amit élőszereplős filmben és speciális effektekkel nem lehet megjeleníteni.” Lisa Alspector, a Chicago Reader munkatársa minden téren megtalálta a számítását a filmben: „Telis-tele kalanddal, látvánnyal, könnyed románccal és a várhatóan nem meglepő végkifejlet ellenére is borzongató izgalommal.” „Ha ez a film nem fakaszt mosolyra, akkor semmi se” – állítja a CNN.com.
Nem kerülhette el a film a Z, a hangyával való összevetést; a legtöbb esetben győztesként hozták ki a Pixar filmjét. Kenneth Turan szerint „Az Egy bogár élete jól demonstrálja, hogy ha bogarakról van szó, a legjópofábbakat csakis a Pixarnál találjuk.” Osztja a Los Angeles Times véleményét a Variety is: „(...) olyan történetet mesélnek el, ami számos módon elhomályosítja a Z, a hangyáét.” Roger Ebert a különbségekre mutatott rá: „Néhány szempontból hasonlít az ősz másik nagy animációs filmjéhez, a Z, a hangyához, de ezt nagyobb közönségnek szánták és nincsenek meg benne a belső viccek.” A New York Times-ban Janet Maslin szellemesen utalt a DreamWorks filmjére, mikor azt írta az Egy bogár életéről: „Az év legjobb hangyabolyos filmje!”
A kevéssé lelkes kritikusok közé tartozik Stephen Hunter. „Noha okos film, nélkülözi a varázslatot” – jelent meg véleménye a Washington Postban. Az Entertainment Weeklyben Owen Gleibermant ugyan megnyerték a látottak, nem ment el a hibák mellett. Szerinte az Egy bogár élete „Olyan megszállottan igyekszik lenyűgözni nézőjét, minden képkocka minden sarkában, hogy filmként szinte képtelen lélegezni.” Manohla Dargis egyértelműen negatív álláspontra helyezkedett az LA Weeklyben, s a Z, a hangyát is felhasználta véleménye kifejezéséhez: „A legtöbb élvezetet az jelenti ebben a csúcsszuper unalomban, hogy összemérjük a Disney itt megnyilvánuló világnézetét (a kollektivizmus diadala) a DreamWorks saját csúszómászós animációjáéval, a Z, a hangyáéval (az egyén diadala).”

#### Díjak és jelölések
Randy Newmant, az Egy bogár élete zeneszerzőjét Oscar-díjra jelölték a legjobb vígjátéki vagy musical filmzene kategóriában, azonban alulmaradt Stephen Warbeckkel szemben, aki a Szerelmes Shakespeare dallamaiért felelt. A Golden Globe-gálán Newman szintén versenybe szállt, ám itt Burkhard Dallwitz és a Truman show győzedelmeskedett, ahogy a legjobb fantasyfilmnek járó Saturn-díjért folyó versenyben is ez a film ütötte ki az Egy bogár élete alkotóit. A különleges effektusaiért a film BAFTA-jelölést érdemelt ki, ám a díjat a Mátrix alkotói vihették haza (az Egy bogár élete 1999-ben került a brit mozikba, így ebben az évben versenyzett). Az animációs filmeket mustrázó Annie Awardson az Egy bogár életét négy kategóriában jelölték, azonban mindegyikben a Szuper havert találták a legjobbnak. 2000-ben a film elnyerte a legjobb film, televíziós műsor vagy más vizuális média számára írt instrumentális kompozíciónak járó Grammy-díjat, további egy jelölés mellett, melyet Newman a „The Time Of Your Life” (a magyar változatban: „Neked áll a világ”) című betétdalért érdemelt ki.

### Box office
Az Egy bogár élete premierjét 1998. november 14-én tartották, majd november 20-tól a hollywoodi El Capitan mozi vetítette exkluzívan öt napon át, mielőtt a Hálaadás hétvégét megelőző szerdán, november 25-én országosan is műsorra tűzték az észak-amerikai filmszínházak. A rendszerint nagy forgalmat bonyolító hétvégén több családokat megcélzó produkció is műsoron volt, ám közülük az Egy bogár élete számíthatott előzetesen is a legnagyobb érdeklődésre, a Universal Babe: Malac a városban című, szintén újként belépő filmjét és a második hetéhez érkezett, már sikert aratott A Rugrats mozi: Fecsegő tipegőket megelőzve.
A film nyitónapján 5,1 millió dollárt gyűjtött 2686 moziból, ami a Pixar előző bemutatója, a Toy Story – Játékháborújéval megegyező összeg. Az öt napos hétvége során 45,7 millió dollár folyt be, ami új rekordnak számított az év e kiemelt időszakában, megdöntve a 101 kiskutya két évvel, s 16,9%-kal felülmúlva a Toy Story három évvel korábbi teljesítményét. A péntek-vasárnap periódus 33,3 millió dollárt termett – az év hatodik legerősebb rajtja, s animációs filmek között akkoriban Az oroszlánkirály mögött a mindenkori második. „Büszkék vagyunk a film teljesítményére egy ilyen erős mezőnyben” – mondta Chuck Viane, a Buena Vista forgalmazási alelnöke. Ezalatt a Fecsegő tipegők is jól szerepelt, míg a Babe: Malac a városban kudarcnak bizonyult. A film a második hétre is megőrizte a vezető pozíciót. Az újabb 17,2 millió dollárral a bevétel már megközelítette a 70 milliót. Art Rockwell elemző ennek kapcsán így vélekedett: „A Disney és a Pixar egyértelműen boldog lehet az Egy bogár életével. Igencsak sikert aratott…nem vagyok benne biztos, hogy végül felér a Toy Storyhoz, de a moziforgalmazásból többet fog hozni.” A Pixar várakozásait felülmúlta a film: „Extázisban vagyunk” – nyilatkozta Lawrence Levy; a 150 millió „mindenképpen lehetséges.” 1998. december 22-én, országos forgalmazásának 28. napján a film elérte a 100 millió dolláros határt,
majd 1999. január 26-án a Disney és a Pixar bejelentette, hogy az Egy bogár élete átlépte a 150 millió dollárt is Észak-Amerikában, ezzel az akkori negyedik legsikeresebb animációs filmmé válva Az oroszlánkirály, az Aladdin és a Toy Story mögött. A végső bevétel 162,8 millió dolláron alakult, ami csaknem 80%-kal haladja meg a Z, a hangya, s 60,5%-kal az Egyiptom hercege teljesítményét. Bár máig a Pixar sereghajtója bevételi szempontból, az Egy bogár élete az éves észak-amerikai listán a negyedik helyen futott be a Ryan közlegény megmentése, az Armageddon és a Keresd a nőt! mögött. A Disney és a Pixar közötti megállapodás szerint a két cég egyenlő arányban osztozott a film profitjából.
Az Egy bogár élete december elején kezdte meg Észak-Amerikán kívüli útját hat országban. Ausztráliában (ahonnan a teljes hétvégi bevétel 64%-a származott) és Thaiföldön új csúcsot állított be az animációs filmek terén, s az élen nyitott Argentínában, Malájziában és Új-Zélandon is. Egy héttel később Dél-Koreában született új animációs rekord; a film 20%-kal haladta meg a Mulan nyitányát. Steve Jobs úgy kommentálta a korai külföldi érdeklődést, „a rovarok nem ismernek nemzeti vagy kulturális korlátokat.” Európában, így Magyarországon is 1999 február elejétől kezdték vetíteni a filmet. Az Egyesült Királyságban ugyancsak az akkori legjobb startot jegyezte az Egy bogár élete az animációs bemutatók között 6,9 millió dollárjával, ami 40%-kal múlta felül a Toy Storyt; Spanyolországban ($2,1 millió) és Tajvanon szintén rekordok dőltek meg; az ekkor már 22 országban játszott produkció 57,2 millió dollárnak megfelelő összeget számlált Észak-Amerikán kívül. A következő hétvégén került sor a német, francia és olasz premierre is. Németországban Az oroszlánkirályt követő, második legerősebb animációs nyitány született meg ($3,4 millió), míg Franciaországban ($3 millió) a Disney első, Olaszországban ($1,2 millió) pedig harmadik legnagyobb startját regisztrálta a film. Egy héttel később, 1999. február 19. és 21. között az Egy bogár élete nemzetközi bevétele már meghaladta a 100 millió dollárt, majd március elején a Disney nyolcadik animációs filmje lett, amely világszinten elérte a 300 millió dollárt. A film március 13-án érkezett meg Japánba – szinkronizáltan és feliratosan is –, ahol 1,7 millió dolláros nyitányával leszorította a toplista éléről a 13 héten át uralkodó Armageddont. Ugyanekkor az Egyesült Királyságban a hat hét alatt termelt 42,1 millió dollárjával minden idők hatodik legnépszerűbb produkciójává vált az Egy bogár élete. Az egyik utolsó állomás volt Izrael március 18-án; ott a Disney az addigi legeredményesebb animációs nyitányának örülhetett a film révén.
Pályafutása végéhez érve az Egy bogár élete nemzetközileg átlépte a 200 millió dollárt, így világviszonylatban 363 milliót gyűjtött, amivel 1998-as éves toplistán az ötödik helyre került.

## Home video
Az Egy bogár élete 1999. április 20-án jelent meg Észak-Amerikában videókazettán és DVD-n. Videókazettán többféle borítóval került a boltokba, a különböző szereplők (Fürge, Pötty, Fickó, Herrmann) egyenként láthatóak rajta. A DVD-kiadás az első teljes egészében digitális transzferrel megjelent produkció a formátumon. A pan-scan és full screen (teljesképernyős) változatot (a DVD- és VHS-kiadásnál is) újratömörítették; hogy ne kelljen feláldozni a képminőséget, egyes jeleneteknél a képet kibővítették, vagy a tárgyakat úgy mozgatták, hogy illeszkedjen a keskenyebb képarányhoz. A szélesvásznú DVD megőrizte az eredeti, mozis képarányt. A film 2003. május 27-én új, kétlemezes változatban is megjelent DVD-n, további extrákkal. A Blu-ray verzió 2009. május 19-én látott napvilágot.
Magyarországon 1999. szeptember 28-án adta ki a filmet az InterCom videókazettán, amelyet október 8-án a DVD-kiadás is követett.

## Jelölések
- 1999 – Oscar-díj jelölés – a legjobb vígjáték filmzene – Randy Newman
- 1999 – Golden Globe-díj jelölés – a legjobb eredeti filmzene – Randy Newman